# Christian Calzati
Christian Calzati (né le 10 avril 1954 à Saint-Étienne,) est un coureur cycliste français, principalement actif dans les années 1970.
Son fils Sylvain est également coureur cycliste.

## Biographie
Alors sociétaire de l'ASEB Lyon, Christian Calzati se distingue lors de la saison 1977 en obtenant quinze victoires, dont deux étapes et le classement final du Circuit des Ardennes. Il passe ensuite professionnel en 1978 au sein de l'équipe belge Flandria, où il devient notamment équipier de Freddy Maertens, Michel Pollentier ou Joaquim Agostinho. Son contrat n'est pas renouvelé pour la saison suivante. 
En 1979, il se classe huitième du Critérium national. Il revient chez les amateurs en 1980 et termine sa carrière. 

## Palmarès
- 1976
  - 2e du championnat du Lyonnais
- 1977
  - Circuit des Ardennes :
    - Classement général
    - Deux étapes

  - 3e du Tour Nivernais Morvan